# Cantagiro 1991
La seconda edizione del terzo ciclo del Cantagiro organizzato da Ezio Radaelli si svolge dal 2 giugno al 1º settembre 1991
La manifestazione prende il via domenica 2 giugno da Viareggio e viene trasmessa ogni settimana in diretta su RaiDue e StereoRai alle 17,30 e alle 21,35. La serata è dedicata ai big e viene presentata da Mara Venier e Gabriella Carlucci; mentre la diretta del pomeriggio con le nuove proposte era affidata a Gianfranco Agus, Patrizia Pellegrino e Pino D'Angiò.
I 14 Big partecipano in 7 coppie di cantanti in gara.
La gara nella sezione big vede la vittoria dei Tazenda con Paola Turci.
Le coppie partecipanti:
- Mike Francis, Mariella Nava
- Matia Bazar, Vincenzo Spampinato
- Rossana Casale, Paolo Vallesi
- Paola Turci, Tazenda
- Grazia Di Michele, Alessandro Bono
- Eduardo De Crescenzo, Fiordaliso
- Marco Armani, Ricky Gianco